# Gregory Ochiagha
Gregory Obinna Ochiagha (ur. 31 sierpnia 1931 w Ibeme, zm. 29 grudnia 2020 w Enugu) – nigeryjski duchowny rzymskokatolicki, w latach 1981–2008 biskup Orlu.

## Życiorys
Święcenia kapłańskie przyjął 31 lipca 1960. 29 listopada 1980 został prekonizowany biskupem Orlu. Sakrę biskupią otrzymał 6 stycznia 1981. 25 marca 2008 przeszedł na emeryturę.